# Edward Somerset, 2:e markis av Worcester
Edward Somerset, 2:e markis av Worcester, född 1601, död den 3 april 1667, var en engelsk ädling och naturvetenskapsman.

## Biografi
Edward Somerset var son till Henry Somerset, 1:e markis av Worcester och far till Henry Somerset, 3:e markis av Worcester.
Edward Somerset deltog på Karl I:s sida i inbördeskriget, fick under the Commonwealth sina gods konfiskerade och satt fängslad 1652–1654, men återfick släktgodsen efter restaurationen (1660). Han hade också hoppats få sina förfäders titel hertig av Somerset, men den gick istället till William Seymour. Somersets son upphöjdes senare till hertig av Beaufort.
Han är mest känd genom sina mekaniska experiment, vilka han beskrivit i A century of the names and scantlings of such inventions as at present I can call to mind to have tried and perfected (1663). Bland dessa uppfinningar var en räknemaskin och en "maskin för att driva upp vatten genom eld"; den sistnämnda anses ha varit den första för praktiskt bruk användbara ångmaskinen. Det är emellertid inte känt om hans ångmaskin kom längre än till det teoretiska projektets stadium.